# Джалайты
Джалайты (монг. жалайд) — один из южно-монгольских этносов. Представляют собой потомков средневековых джалаиров. Проживают на территории Внутренней Монголии.

## История
Джалайты являются потомками средневековых джалаиров. По сведениям из «Сборника летописей», джалаиры относились к числу дарлекин-монголов. Согласно Рашид ад-Дину, племя джалаир состояло из десяти больших ветвей: джат, тукараун, кунксаут, кумсаут, уят, нилкан, куркин, тулангит, тури, шанкут.
В конце XII — начале XIII вв. джалаиры представляли собой один из куреней Чингисхана и принимали участие в образовании Монгольской империи. Джалаирами были образованы семь минганов, из которых два входили в западное крыло, четыре — в восточное крыло. Одна часть была передана Угэдэю, третьему сыну Чингисхана.
В период монгольских завоеваний часть джалаиров осталась в Чагатайском, Ильхановском и Золотоордынском государствах. Большинство джалаиров, подданных золотого рода чингизидов, в середине XVI в. отошли Ашихаю, старшему из сыновей Гэрэсэндзэ. Джалаиры, представляющие уделы Ашихая в составе семи северных отоков Халхи, во второй половине XVI в. населяли Хангайские горы, откуда перекочевали к Алтайским горам в начале XVII в. В настоящее время значительная часть джалаиров Монголии проживает в Улан-Баторе и на территории аймака Говь-Алтай.
Собственно джалайты являются потомками джалаиров, находившихся под управлением потомков рода Хабуту Хасара. Они обосновались на территории Внутренней Монголии.

## Язык
Джалайты и дурбеты говорят на джалайт-дурбетском подговоре хорчинского говора монгольского языка.

## Современность
Джалайты составляют население одного хошуна под наименованием Джалайд-Ци аймака Хинган. Хошун граничит на севере с солонами Хулун-Буира, на востоке — с дурбетами, на юге — с горлосами провинции Хэйлунцзян, а на западе — с хорчинами. Джалайты много веков живут рядом с хорчинами западного крыла (Туше-гун, Джасагту-ван).
Носители родовой фамилии Жалайд в Монголии проживают в Улан-Баторе и аймаке Дархан-Уул. Большая часть потомков джалаиров в Монголии являются носителями фамилии Жалайр. Значительная их часть проживает в Улан-Баторе и на территории аймака Говь-Алтай.